# أوني بوكانان
أوني بوكانان (بالإنجليزية: Oni Buchanan)‏ (1975، هرشي في الولايات المتحدة)؛ كاتِبة، عازفة بيانو وشاعرة أمريكية.